# Colonels de Louisville
Pour les articles homonymes, voir Colonels de Louisville (homonymie).

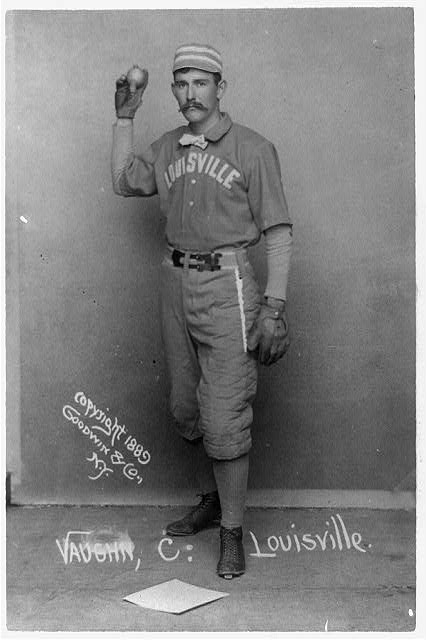
Farmer Vaughn, un joueur des Colonels en 1888 et 1889.

Les Colonels de Louisville (Louisville Colonels en anglais) sont une défunte franchise de baseball de l'Association américaine (de 1882 à 1891) puis de la Ligue majeure de baseball (1893 à 1899) située à Louisville, Kentucky aux États-Unis. 
La franchise existe donc de 1882 à 1899, soit 18 saisons. Ses 10 premières saisons se passent dans l'American Association jusqu'à ce que cette ligue disparaisse en 1891. Le club de Louisville joint alors la Ligue nationale de baseball, l'une des deux composantes de la Ligue majeure (MLB) pour 8 années. À ses trois premières saisons (1882-1884), l'équipe est connue sous le nom de l’Eclipse de Louisville.
En 1889, les Colonels ne gagnent que 27 parties et en perdent 111. Ils connaissent une séquence de 26 défaites. La saison suivante, ils s'imposent en remportant le championnat de l'Association américaine.
La Ligue nationale réduit le nombre de ses équipes de 12 à 8 pour la saison 1900. Les Colonels sont condamnés à disparaître et le propriétaire de la franchise Barney Dreyfuss, qui a secrètement acheté des parts dans les Pirates de Pittsburgh, arrange alors le transfert de 14 joueurs des Colonels aux Pirates, en retour de 4 athlètes méconnus. Comme Dreyfuss est censé ignorer le sort de la franchise du Kentucky, le tout est présenté comme un échange de joueurs. Parmi ceux qui passent aux Pirates, on retrouve les légendaires Honus Wagner et Fred Clarke.

## Joueurs notables

### Élus auTemple de la renommée du baseball
- Fred Clarke, voltigeur et manager
- Hughie Jennings
- Rube Waddell
- Honus Wagner

### Autres
- Pete Browning, champion frappeur.
- Harry Davis, quadruple champion des coups de circuit.
- Jack Glasscock, champion frappeur.
- Guy Hecker, auteur d'un match sans coup sûr le 19 septembre 1882.
- Troy Mullane, auteur d'un match sans point ni coup sûr le 11 septembre 1882 et premier lanceur à lancer de la main droite et de la main gauche dans une même partie.
- Deacon Phillippe, auteur d'un match sans point ni coup sûr le 5 mai 1899.
- Ben Sanders, auteur d'un match sans coup sûr le 22 août 1892.

## Saison par saison
Note : V-D-N = Victoires, défaites, matchs nuls ; % = Pourcentage de victoires; Pos. = Position au classement et nombre d'équipes dans la ligue ; Diff. = Écart avec la 1re position (Games behind).

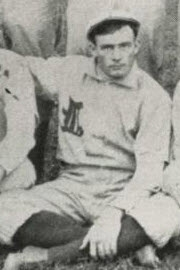
Pete Dowling, joueur des Colonels de 1897 à 1899.

| Saison | V-D-N    | %    | Pos.       | Diff. | Manager                                    | Ligue                  |
| ------ | -------- | ---- | ---------- | ----- | ------------------------------------------ | ---------------------- |
| 1882   | 42-38    | 52,5 | 2e sur 6   | 13,0  | Denny Mack                                 | Association américaine |
| 1883   | 52-45-1  | 53,6 | 5e sur 8   | 13,5  | Joe Gerhardt                               | Association américaine |
| 1884   | 68-40-2  | 63,0 | 3e sur 13  | 7,5   | Mike Walsh                                 | Association américaine |
| 1885   | 53-59    | 47,3 | 6e sur 8   | 26,0  | Jim Hart                                   | Association américaine |
| 1886   | 66-70-2  | 48,5 | 4e sur 8   | 25,5  | Jim Hart                                   | Association américaine |
| 1887   | 76-60-3  | 55,9 | 4e sur 8   | 19,5  | Kick Kelly                                 | Association américaine |
| 1888   | 48-87-4  | 35,6 | 7e sur 8   | 44,0  | Kick Kelly, Mordecai Davidson, John Kerins | Association américaine |
| 1889   | 27-111-2 | 19,6 | 8e sur 8   | 66,5  | Dude Esterbrook, Chicken Wolf, Dan Shannon | Association américaine |
| 1890   | 88-44-4  | 66,7 | 1er sur 9  | —     | Jack Chapman                               | Association américaine |
| 1891   | 54-83-2  | 39,4 | 8e au 9    | 40,0  | Jack Chapman                               | Association américaine |
| 1892   | 63-89-2  | 41,4 | 9e sur 12  | 40,0  | Jack Chapman, Fred Pfeffer                 | Ligue nationale        |
| 1893   | 50-75-1  | 40,0 | 11e sur 12 | 34,0  | Billy Barnie                               | Ligue nationale        |
| 1894   | 36-94-1  | 27,7 | 12e sur 12 | 54,0  | Billy Barnie                               | Ligue nationale        |
| 1895   | 35-96-2  | 26,7 | 12e sur 12 | 52,5  | John McCloskey                             | Ligue nationale        |
| 1896   | 38-93-3  | 29,0 | 12e sur 12 | 53,0  | John McCloskey, Bill McGunnigle            | Ligue nationale        |
| 1897   | 52-78-6  | 40,0 | 11e sur 12 | 40,0  | Jim Rogers, Fred Clarke                    | Ligue nationale        |
| 1898   | 70-81-3  | 46,4 | 9e sur 12  | 33,0  | Fred Clarke                                | Ligue nationale        |
| 1899   | 75-77-4  | 49,3 | 9e sur 12  | 28,0  | Fred Clarke                                | Ligue nationale        |